# Jozefína Obšitníková
Jozefína Obšitníková (* 16. června 1952 Prakovce) je slovenská politička za HZDS, po sametové revoluci československá poslankyně Sněmovny národů Federálního shromáždění, v 90. letech poslankyně Národní rady SR.

## Biografie
Ve volbách roku 1992 byla za HZDS zvolena do slovenské části Sněmovny národů. Ve Federálním shromáždění setrvala do zániku Československa v prosinci 1992. Uvádí se bytem Snina. Povoláním byla učitelkou. K roku 1994 uváděna jako zaměstnankyně soukromé firmy v Snině.
V slovenských parlamentních volbách roku 1994 kandidovala do Národní rady SR za HZDS. Mandát ovšem nabyla až s mírným zpožděním v prosinci 1994 jako náhradnice za neuplatňovaný mandát poslance a nového ministra Jozefa Zlochy. V slovenských parlamentních volbách roku 1998 kandidovala opět do Národní rady SR za HZDS na 70. místě její kandidátní listiny, ale nebyla zvolena. Opětovně se o zvolení snažila v slovenských parlamentních volbách roku 2002, nyní na 93. pozici kandidátky, ale ani nyní nebyla zvolena. Profesně je zmiňována jako právnička nadace. V roce 2011 se uvádí jako zřizovatelka humanitární nadace Pro Futura ze Sniny, která se zaměřuje na poskytování sociální pomoci chudým rodinám.